# Fantasy-Jahr 1996
Übersicht

◄◄ | ◄ | 1992 | 1993 | 1994 | 1995 | Fantasy-Jahr 1996 | 1997 | 1998 | 1999 | 2000 | ► | ►►

Weitere Ereignisse

## Ereignisse
- 10. Fantasy Filmfest 31. Juli – 4. September in den Städten Hamburg, Köln, Stuttgart, Frankfurt, Berlin und München